# Cattete Pinheiro
Edward Cattete Pinheiro (Monte Alegre, 27 de fevereiro de 1912 — Brasília, 10 de janeiro de 1992) foi um político brasileiro.
Foi ministro da Saúde no governo Jânio Quadros, de 3 de fevereiro a 22 de agosto de 1961.

## Vida
Nasceu em Monte Alegre, Pará, em 27 de fevereiro de 1912. Filho de José Antonio Pinheiro e de Waldomira Cattete Pinheiro. Casou-se em 1948 com Aracoeli Gonçalves Pinheiro, com quem viveu até o final de sua vida. Teve quatro filhos: Moema, Edward, Milton e Roberto.

## Formação acadêmica
Como estudante da Faculdade de Medicina do Pará, fundou o Diretório Acadêmico de Medicina, sendo seu primeiro presidente. Foi também Redator-chefe do jornal “O Acadêmico de Medicina”, onde se posicionou contra os excessos da ditadura Vargas e em solidariedade aos estudantes mortos durante protestos políticos. Considerado subversivo, foi perseguido, preso e torturado. Obrigado a deixar a Faculdade de Medicina do Pará, em 1935, concluiu seu curso na Faculdade de Medicina de Recife. Nessa ocasião, jurou “continuar lutando pela Democracia, por sua terra e pelo seu povo”. Tal promessa, feita quando esteve prestes a perder a vida, ainda jovem, só foi revelada já próximo ao seu derradeiro dia de vida. Essa “bandeira” lhe acompanhou por toda sua existência e em todos os cargos que ocupou.

## Vida profissional
Iniciada em 1937, como médico do Departamento de Saúde do Pará, exerceu funções nas cidades de Monte Alegre e Breves. Conhecedor das precárias condições sanitárias do interior do Pará, levou assistência médica e social a lugares que jamais haviam recebido um profissional de saúde. De 1943 a 1944 foi agraciado com uma bolsa de estudos pelo governo dos Estados Unidos da América, onde frequentou curso de administração rural e estágio médico em saúde pública. 
Regressando ao Brasil, ao final de 1944, foi incumbido de organizar a Secção de Educação Sanitária do Serviço Especial de Saúde Pública (SESP). Nesse período trabalhou junto aos postos de Saúde da Amazônia e criou os “clubes de saúde”, organizações educacionais com a finalidade de desenvolver programas de educação sanitária escolar. 

## Funções políticas

Em 1961.

Em Monte Alegre, tornou-se prefeito de 1939 a 1943 e novamente de 1948 a 1950. Após, exerceu temporariamente mandato de Deputado Federal, tendo em 1951 apresentado a emenda que concedeu autonomia à cidade de Belém do Pará, excluindo-a da categoria de base militar. Foi diretor do Departamento de Saúde do Estado do Pará e, em 1953 promoveu sua reestruturação, sendo criada a Secretaria de Saúde do Estado, sendo seu primeiro Secretário. Como Secretário de Saúde, organizou e participou do Serviço Médico Itinerante, quando populações anteriormente marginalizadas passaram a receber assistência médica e odontológica, medicamentos e noções de higiene, melhorando condições de vida e produtividade. Foi também professor do Instituto de Educação do Pará, nas cadeiras de Higiene e Educação Sanitária.
Em 1954, foi eleito Deputado Estadual e no ano seguinte tornou-se Presidente da Assembléia Legislativa, o que significou também assumir o cargo de Vice-governador. No início de 1956, havendo ficado vago o cargo de Governador do Estado, com o término do mandato do governador Zacarias de Assunção sem que novas eleições fossem finalizadas, assumiu o Governo do Estado para presidir o pleito suplementar. Exerceu o cargo de governador até junho de 1956. Foi presidente do Diretório Regional do Partido Trabalhista Nacional (PTN), no Pará e em 1958 foi reeleito deputado à Assembleia Legislativa do Pará. Em 1961, tornou-se ministro de Estado da Saúde, no governo do presidente Jânio Quadros. Lançou então a primeira campanha de vacinação anti-pólio com uso da vacina Sabin. Entusiasmado com o sucesso da experiência no Rio de Janeiro, o Dr. Albert Sabin veio prestigiar o evento, já que se cogitava o lançamento de uma campanha de vacinação a nível nacional.
Foi eleito Senador da República no ano de 1962 e reeleito em 1970, cumprindo o mandato até 31 de janeiro de 1979. No Senado Federal, trabalhou intensamente para o progresso da região amazônica.
Em 1968, durante seu primeiro mandato de senador, abraçou a defesa do projeto da casa própria e contribuiu para a aprovação dos projetos de leis destinados à implantação dos mecanismos do Sistema Habitacional Brasileiro. De sua iniciativa surgiram entidades pioneiras na Região Amazônica e no Brasil: a Vivenda - Associação de Poupança e Empréstimo e a Socilar - Sociedade de Crédito Imobiliário.  
Acreditava em um programa de Reforma Agrária para o Estado do Pará e, por iniciativa própria, doou terras recebidas de herança paterna. Sem alarde, efetuou tal doação em 26/01/1981, lavrando-se uma “Escritura de Doação Pura e Simples” das terras de toda a família Cattete Pinheiro, para a Prefeitura Municipal da Estância Hidromineral de Monte Alegre, na ocasião representada pelo Prefeito Municipal, Sr. Antonio Campos Moreira.

## Ações empresariais
Ao deixar a vida pública, em 1979, dedicou-se à Vivenda – Associação de Poupança e Empréstimo que prestou valiosa contribuição, especialmente à comunidade paraense, promovendo a construção de novas moradias, o combate ao desemprego e o estímulo à promoção da poupança.
Em 1980, ele e seus filhos, Milton Pinheiro e Roberto Pinheiro se dedicaram esforços a constituição dos “Parques de Lazer- Empreendimentos Ltda.”, posteriormente alterado para Hotel de Lazer Parque dos Igarapés. Era uma nova maneira de servir ao Pará oferecendo alternativas de lazer e ampliando o mercado de trabalho com ofertas de emprego, ademais de preservar inestimável patrimônio ecológico em Belém. 
Faleceu em Brasília, em 10/01/1992, ao lado da esposa, filhos, familiares e amigos.
Durante sua vida Cattete Pinheiro teve ao seu lado sua esposa e eterna companheira Aracoeli Gonçalves Pinheiro - pedagoga, autora de três livros, além de vários artigos sobre educação e nutrição. Como ela mesma dizia “Educação sempre fora seu campo preferido, particularmente no sentido social”, e foi nessa área de atuação que deixou os frutos mais vigorosos.